# Lubarska
Lubarska je naselje u Hrvatskoj u općini Jelenju. Nalazi se u Primorsko-goranskoj županiji.

## Zemljopis
Nalazi se istočnoj od rijeke Rječine. Južno je  Martinovo Selo, istočno Ratulje i Jelenje, zapadno preko rijeke su Baštijani, južno preko rijeke je Lopača. Jugoistočno su Lopača, Drastin i Lukeži. Dalje na zapadu su Saršoni. Sjeverozapadno su Milaši i Brnelići.

## Stanovništvo
| broj stanovnika | 108   | 112   | 85    | 99    | 99    | 105   | 90    | 115   | 137   | 119   | 125   | 119   | 100   | 105   | 85    | 114   | 93    |
|                 | 1857. | 1869. | 1880. | 1890. | 1900. | 1910. | 1921. | 1931. | 1948. | 1953. | 1961. | 1971. | 1981. | 1991. | 2001. | 2011. | 2021. |